# Kaple svatého Vavřince (Úlice)
Kaple svatého Vavřince v Úlicích je římskokatolická kaple příslušící historicky k farnosti Jezná, dnes do farnosti Nýřany.

## Historie
Kaple byla zbudována v letech 1615–1619 Kryštofem Úlickým z Plešnic a jeho manželkou Annou Žofií Nebílovskou z Drahobuze jako rodová hrobka. Její architektura je renesanční s reminiscencemi gotiky, především v lomených oknech na jižní straně na gotický způsob a polygonálním presbytářem. Pod kaplí se nachází rodová hrobka Úlických z Plešnic, která byla roku 1907 otevřena a na jedné z koster byl nalezen oválný medailon (farní kronika Jezná).
Kaple byla rekonstruována mezi lety 2018–2022. Projektantem rekonstrukce byl ATELIER SOUKUP OPL ŠVEHLA s.r.o. Dva nové zvony v roce 2018 ulil zvonař Petr Rudolf Manoušek. Nové vitráže oken zhotovil Jiří Kabát.
V roce 2022 získal projekt obnovy kaple sv. Vavřince 1. cenu Národního památkového ústavu za nález roku 2021.

## Popis

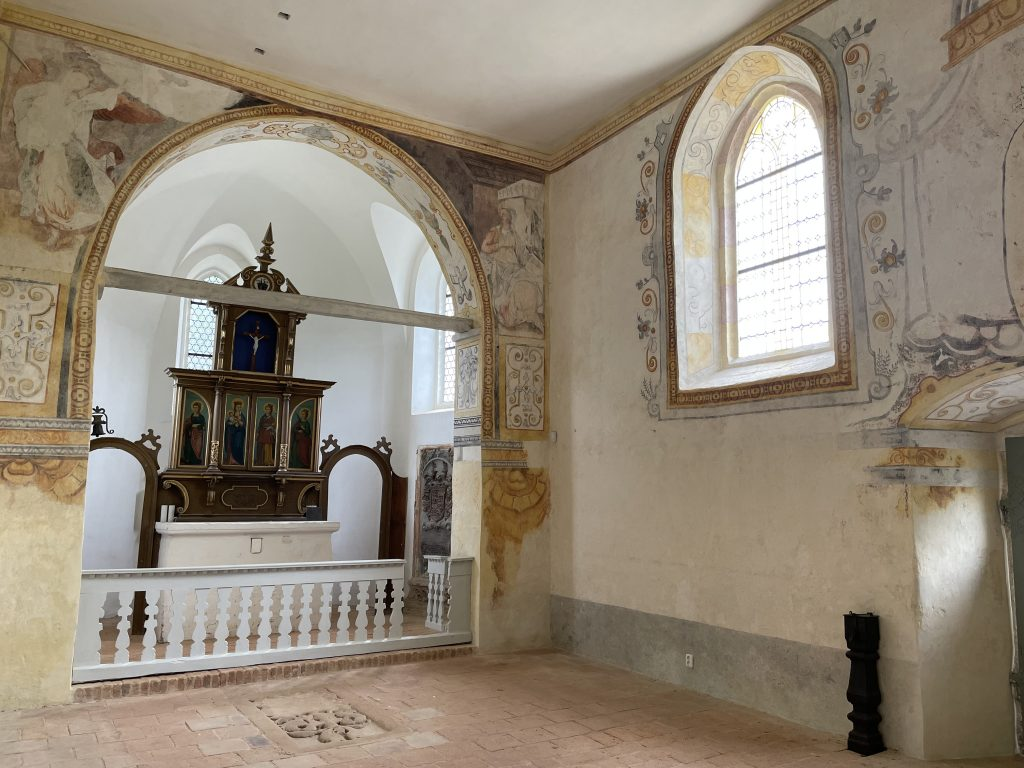
Interiér kaple před dokončením úprav

Kaple má polygonální presbytář, ke kterému je připojena obdélníková loď s cihlovou podlahou. Je zastropena rovným trámovým stropem. Na západní straně se nachází barokní dřevěná kruchtička bez varhan. V západním průčelí je kruhové okno. Dvě okna na gotický způsob jsou v jižní straně kostela a v jejich ose se nachází renesanční portál z pískovce s ozdobnými hrozny a nápisem upomínajícím zakladatele Kryštofa Úlického z Plešnic.
V kapli se dochovala původní fresková výzdoba z počátku 17. století odborně restaurovaná v roce 2021 v souvislosti s rekonstrukcí kaple MgA. Jiřím Suchanem. Na severní straně naproti vchodu je rozměrná freska sv. Kryštofa s Ježíškem. Na triumfálním oblouku je menší freska Zvěstování Panně Marii. Po celé ploše stěn je pak ornamentální výmalba.
Vybavení kaple je původní z roku 1619. Nejvýznamnější součástí je oltářní archa z roku 1619 v renesančním slohu se zavíratelnými křídly na gotický způsob. V jeho středu se nachází dvě niky. V horní nice se nachází socha sv. Vavřince a v dolní socha sv. Heleny (obě jsou v depozitáři). Na křídlech jsou pak pozdější přemalby se sv. Kateřinou, Pannou Marií, sv. Markétou, Apolonií, Anežkou a Barborou. Po stranách oltáře jsou barokní branky z 18. století.  Oltář je na svou dobu zajímavý i tím, že byl stavěn pro katolické bohoslužby, protože zdejší pán Kryštof Úlický, ačkoliv se účastnil stavovského povstání, byl katolického vyznání a po Bílé Hoře byl omilostněn od popravy.  Na severní stěně se nachází manýristický epitaf z roku 1637 s obrazem Nejsvětější Trojice, který věnoval Jan Wodnianski a jeho manželka Markéta.  Snad byl původně věnován jezenskému kostelu Nejsvětější Trojice a sem byl přenesen v souvislosti s přestavbou farního kostela. Byl značně poškozen zloději a dnes se nachází v depozitáři. Z dalšího vybavení kaple stojí za zmínku již nedochovaná kazatelna, která stála v lodi na severní straně. V triumfálním oblouku se nachází břevno pro chybějící kříž s Ukřižovaným a po ním je dochována původní dřevěná mřížka. U vchodu je stará obětní pokladnice.
Nejstarší památkou zdejší kaple bývala dřevěná polychromovaná socha Madony s Ježíškem z 16. století, která však byla ukradena. Dalšími sochami (též zcizenými) byly: torzo Madony z 16. století bez polychromie, dvě sochy sv. Jana Nepomuckého z první a druhé poloviny 18. století. 
Uspořádání lavic v kapli bylo záměrně podélné, což se odvíjelo od funkce kaple jako pohřební. V prostoru mezi lavicemi obrácenými směrem k sobě stávala rakev s nebožtíkem a z této kaple pak vycházel průvod na jezenský hřbitov, potažmo do jezenského kostela k pohřební mši. 
Kaple má sanktusník, ve kterém se nacházely tři zvony: sv. Jan Nepomucký z roku 1731, sv. Vavřinec z roku 1836 a sv. Florián z 18. století. Sv. Jan Nepomucký a sv. Vavřinec byli rekvírovány pro válečné účely a sv. Florian byl ukraden roku 1999.  V roce 2018 byly ulity dva nové zvony zvonařem Petrem Rudolfem Manouškem, a to sv. Jan Nepomucký a sv. Vavřinec.
Na východní straně presbytáře z venkovní strany se nachází kamenný reliéf s křížem z konce 16. století.